# Ястребиновский
Ястреби́новский — хутор в Чертковском районе Ростовской области.
Входит в состав Алексеево-Лозовского сельского поселения.

## Население
| 2010 |
| ---- |
| 57   |

## Улицы
На хуторе имеются две улицы — Свободы и Ясная.